# Ponzate

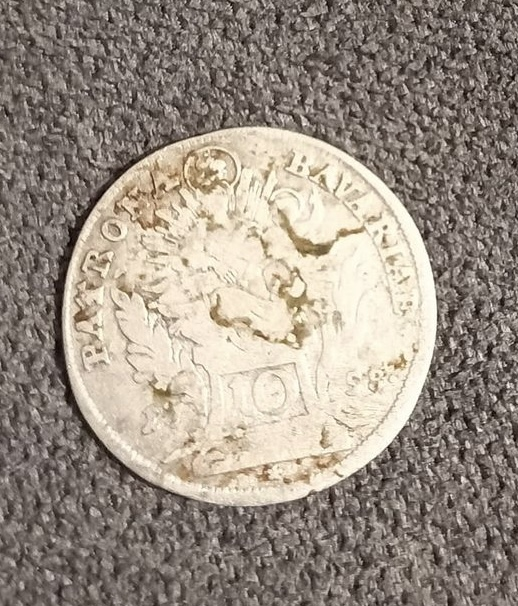

Ponzate (Ponzaa in dialetto brianzolo, AFI: [punˈtsɑː]) è una frazione del comune comasco di Tavernerio posta in altura ad ovest del centro abitato.

## Storia
La località era un piccolo villaggio agricolo di antica origine della Pieve di Zezio. Secondo gli atti della visita pastorale compiuta dal vescovo Ninguarda alla Pieve di Zezio, alla fine del XVI secolo la parrocchia di Ponzate contava 230 abitanti. Nel 1768, durante la visita del vescovo Giambattista Mugiasca il numero dei parrocchiani era di 245. Nel 1781 vi si contarono 270 parrocchiani, divenuti 275 sette anni più tardi.
Negli ultimi periodi (2022) all'interno della folta vegetazione che volge a nord sono stati trovati dei “Quattrini” risalenti al 1400 e delle corone votive risalenti al 1300. Cio’ fa presupporre che semplici viandanti o pellegrini calpestassero il suolo ancor prima del periodo menzionato in precedenza.
Ai tempi di Giovanni Battista Giovio, Ponzate ospitava una cava di marmo bianco che - stando allo stesso Giovio - veniva chiamato "maiolica" per via delle sue proprietà di lucentezza e morbidezza.
Ponzate divenne frazione di Como su ordine di Napoleone, ma gli austriaci annullarono la decisione al loro ritorno nel 1815 con il Regno Lombardo-Veneto.
Dopo l'unità d'Italia, il paese non diede segni di crescita demografica. Nel 1902, anno della visita pastorale del vescovo Teodoro Valfré di Bonzo nella pieve di Zezio, la parrocchia di Ponzate contava 328 abitanti, compresi gli abitanti delle frazioni di Casina e Chiassino. 
Fu il fascismo a decidere la soppressione del comune unendolo a Tavernerio.

## Monumenti e luoghi d'interesse

### Architetture religiose

#### Chiesa parrocchiale di Santa Brigida d'Irlanda
La chiesa parrocchiale di Santa Brigida d'Irlanda risulta elencata tra le dipendenze del capitolo della cattedrale di Como fin dalla fine del XIII secolo. Testimoniata già nel 1630, la chiesa di Santa Brigida è un edificio ad unica navata costruito sulla base di una costruzione precedente, più piccola e orientata perpendicolarmente rispetto a quella attuale. La chiesa presenta una facciata a capanna decorata con elementi architettonici. Sopra il portale di accesso si trova una finestra murata recante l'affresco di un Cristo in trono. All'interno della chiesa si ritrovano affreschi risalenti a diverse epoche storiche. Il più antico, tornato alla luce a causa dell’apertura di una porta verso l'attuale sacrestia nel 1716, rappresenta una Madonna del latte con san Rocco, sormontata da altre figure facenti parte di un Giudizio Universale; l'opera, datata tra la fine del XV e l’inizio del XVI secolo, fu probabilmente eseguita da Giovanni Andrea De Magistris. La posizione di questo affresco, così come quella di un altro coevo dedicato a Santa Brigida e sito nell’oratorio attiguo alla chiesa, testimonia il differente orientamento del primitivo edificio religioso rispetto all’attuale. Del 1930 sono invece gli altri affreschi all'interno della chiesa, che raffigurano Santa Brigida, Sant’Agnese, San Domenico, e Sant’Antonio abate a corredo di scene come Santa Cecilia, protettrice della musica, Santa Margherita Maria Alacoque in adorazione del sacro Cuore, l'Ascensione e, sopra il transetto, la Gloria del Santissimo Sacramento accompagnata dagli Evangelisti. Nella parte superiore della controfacciata si trova un organo, risalente nel 1858, opera di Francesco Carnisi di Luino. Sul presbiterio spicca una secentesca pala d’altare, con la Madonna con Bambino tra i santi Brigida, Maddalena, Carlo e Fermo. La cappella sinistra ospita un Crocifisso ligneo settecentesco, mentre la cappella di destra, dedicata alla Vergine del Rosario, è ornata da una statua della Madonna del 1859. All'interno della chiesa sono conservati anche stendardi di antiche confraternite, mentre gli attigui locali oratoriani ospitano una serie di tele secentesche, raffiguranti la Sacra famiglia, la Visitazione e la Morte di San Giuseppe.
Agli inizi del Novecento il territorio parrocchiale dipendente dalla chiesa di Santa Brigida comprendeva anche l'oratorio della Sacra Famiglia di Nazareth in località Chiassino (di pertinenza della famiglia Trombetta), l'oratorio della Beata Vergine Addolorata (di patronato comunale) e l'oratorio di Sant'Ippolito in località Casina (testimoniato nel 1788, già appartenente ai nobili Crivelli Visconti e oggi in rovina).